# Wallace Bryant
Wallace Bryant (* 19. Dezember 1863 in Melrose, Massachusetts; † 2. Mai 1953 in Gloucester, Massachusetts) war ein US-amerikanischer Bogenschütze und Porträtmaler.

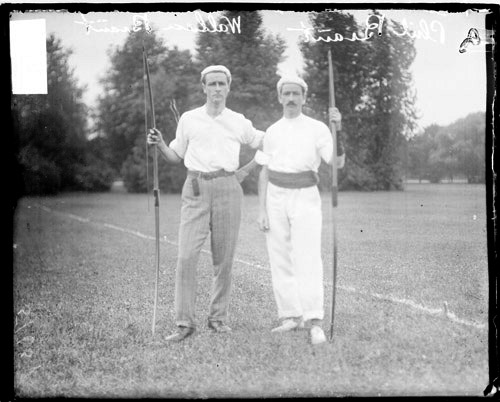
Wallace Bryant (links) und sein Bruder Phil 1906

## Leben
Bryant war ein Sohn von Dexter Bryant (1837–1921) und dessen Frau Dorcas Ann[e] (geborene Hancock, 30. März 1839–1. März 1924). Er hatte sechs Geschwister. Als Sportler gewann er bei den Olympischen Spielen 1904 in St. Louis mit der Mannschaft, den Boston Archers, im inneramerikanischen Duell mit den Chicago Archers die Bronzemedaille in der Team American Round. Bei seinen Einzelstarts wurde er Vierter in der Double York Round und Fünfter in der Double American Round. Sein Bruder, der doppelte Goldmedaillengewinner bei diesen Spielen, George Philips Bryant, war 1903 US-amerikanischer Meister. Bryant wurde später als Porträtkünstler bekannt und lebte zeitweise in Washington, D.C. Seine Schwester Sara Cone Bryant war als Kinderbuchautorin bekannt.